# Zorba Paster
Robert Zorba Paster, docteur en médecine, est un médecin et animateur radio.

## Biographie
Zorba Paster est né le 19 août 1947 et a grandi à Chicago. Il anime une émission de radio hebdomadaire sur les problèmes de santé appelée Zorba Paster on Your Health (Zorba Paster vous donne un avis médical). Produite par la Wisconsin Public Radio, et parrainée par Public Radio International, l'émission est diffusée sur les stations de radio publiques à travers tous les États-Unis. La marque de fabrique de l'émission : légèreté et humour grâce aux plaisanteries entre Zorba et son coanimateur, Tom Clark. Le style de l'émission ressemble à celui du programme Car Talk, diffusé sur la National Public Radio. Cette émission donne aux auditeurs des conseils avisés dans une ambiance bon enfant.
Outre son émission hebdomadaire pour la PRI, Zorba Paster donne chaque semaine des avis médicaux sur une chaîne de télévision à Madison (Wisconsin). Il est également rédacteur en chef de TopHealth, une lettre d'information mensuelle sur le thème du bien-être qui compte plus d'un million de lecteurs. Zorba Paster a coécrit avec Susan Meltsner The Longevity Code: Your Prescription for a Longer, Sweeter Life (Le secret de la longévité : l'ordonnance qu'il vous faut pour vivre plus longtemps en bonne santé), ouvrage publié par Random House et récemment édité en livre de poche. Il y étudie les différents facteurs permettant de mener "une vie longue et agréable" et affirme que le secret de la longévité ne réside pas seulement dans une alimentation saine et dans le sport, mais s'avère en réalité bien plus complexe. 
À partir de 1968, Zorba Paster et sa femme s'engage dans la défense de la cause tibétaine, après avoir étudié avec Lhundub Sopa (Guéshé Sopa), l'un des premiers professeurs de bouddhisme tibétain aux États-Unis.
En juin 2008, Zorba Paster participe, avec le Dr Richard Chaisson, à un programme de l'hôpital Delek visant à lutter contre la tuberculose dans la diaspora tibétaine. Zorba Paster est président de Friends of Tibetan Delek Hospital (Les amis de l'hôpital Delek), une organisation visant à aider l'hôpital en question.
Le docteur Paster est également activement impliqué dans les soins médicaux du dalaï-lama avec le docteur Tsetan Sandutshang, son médecin traitant.
Zorba Paster a obtenu son diplôme de préparation aux études médicales à l'Université du Wisconsin-Madison et son doctorat en médecine à l'Université de l'Illinois à Chicago. Il a ensuite été externe puis interne à l'Université Dalhousie à Halifax (University School of Medicine, Halifax, Nouvelle-Écosse). 
Actuellement, il est praticien en médecine de famille au Dean Medical Center près de Madison (Wisconsin). En outre, il est professeur en médecine de famille à l'Université du Wisconsin, section médecine et santé publique, où il enseigne aux internes en médecine. Lui et sa famille vivent à Oregon (Wisconsin).

## Publications
- Heart-Healthy, Low-Fat, Guilt-Free and Tasty Recipes from the Kitchen of Zorba Paster.

Wisconsin Public Radio Association, 2000.
- The Longevity Code: Your Prescription for a Longer, Sweeter Life written with Susan Melstner. New York: Random House, 2001.
- Zorba Paster, "My Trip to See His Holiness, the Dalai Lama," Wisconsin Public Radio, http://www.wpr.org/Zorba/article_dalailama.htm (accessed 16 December 2009).

## Source
- (en) Cet article est partiellement ou en totalité issu de l’article de Wikipédia en anglais intitulé « Zorba Paster » (voir la liste des auteurs).